# وون کی جون
این یک نام کره‌ای است؛ نام خانوادگی وون است.
وون کی جون (کره‌ای: 원기준؛ زادهٔ ۱۲ فوریه ۱۹۷۴) بازیگر اهل کره جنوبی است. از مهمترین نقش‌ آفرینی‌های وی بازی در نقش شاهزاده یونگ پو در افسانه جومونگ می‌باشد
وی فارغ‌التحصیل از دبیرستان کیونگدونگ ، ۱۹۸۹ تا ۱۹۹۲ همچنین فارغ التحصیل رشته تئاتر و فیلم از دانشگاه هانیانگ و فارغ التحصیل از دانشگاه دانکوک، دانشکده تحصیلات تکمیلی فرهنگ و هنرهای عامه، گروه هنرهای نمایشی است. او در سال ۲۰۰۶ با یک فرد غیر سلبریتی به نام کیم سون یانگ ازدواج کرد و چند ماه بعد از او جدا شد و در سال ۲۰۱۳ مجددا با هم ازدواج کردند. او برای بازی در مجموعه تلویزیونی افسانه جومونگ برنده بهترین بازیگر جدید از جشنواره جوایز درامای ام‌بی‌سی شد.

## فیلم‌شناسی

### تلویزیون
| سال     | نام                               | نقش                          |
| ------- | --------------------------------- | ---------------------------- |
| ۱۹۹۵    | درون آینه مرموز                   | برنده رائه                   |
| ۱۹۹۸    | هفت عروس                          | جانگ سیک                     |
| ۱۹۹۹    | تو ذهن من را نمی دانی             |                              |
| ۲۰۰۰    | آتش بازی                          | پارک هان سو                  |
| ۲۰۰۰    | من میخوام به دیدنت ادامه بدم      | چوی یانگ مین                 |
| ۲۰۰۱    | من دونگ سئو را دوست دارم          |                              |
| ۲۰۰۵    | گوشواره مروارید                   | کانگ هیون جونگ               |
| ۲۰۰۶    | افسانه جومونگ                     | شاهزاده یونگ پو              |
| ۲۰۰۸    | Gourmet                           | گونگ مین وو                  |
| ۲۰۰۸    | "چو یانگ ایوپ"                    | چو یانگ ایوپ                 |
| ۲۰۰۹    | "اکنون نمی توانم متوقف شوم"       | لی بیونگ جو                  |
| ۲۰۰۹    | رویا                              | جانگ دائه سیک                |
| ۲۰۱۰    | Jejungwon                         | یونگ انجیلی                  |
| ۲۰۱۰    | خانه طلایی                        | لی جونگ هیون سرنوشت یک مبارز |
| ۲۰۱۰    | قهوه‌خانه                          | هیون سوک                     |
| ۲۰۱۱    | چشمک چشمک                         | جگال جون سو                  |
| ۲۰۱۱    | پیت-آ-پت، عشق من                  | گو چانگ هو                   |
| ۲۰۱۱    | اوه خدای من                       | وون کی جون                   |
| ۲۰۱۲    | مبارک و                           | کیونگ چول (قسمت 7)           |
| ۲۰۱۲    | KBS Drama Special – "Return Home" | جین موک                      |
| ۲۰۱۳    | Hur Jun، The Original Story       | هیو سوک                      |
| ۲۰۱۴    | همه کیمچی میگن                    | من دونگ جون هستم             |
| ۲۰۱۶    | یک ذهن زیبا                       | یام گیون هو                  |
| ۲۰۱۷    | همیشه بهار                        | هان مین سو                   |
| ۲۰۱۸    | Evergreen                         | پدر اوه سو                   |
| ۲۰۱۸    | رسوایی گانگنام                    | بنگ یون تائه                 |
| ۲۰۱۹    | همه میگن کونگداری                 | لیم دونگ جون                 |
| ۲۰۲۰-۲۱ | زندگی شگفت انگیز من               |                              |

### فیلم
- 1997	PpilKu	کی چول
- 1999	تا ما ملاقات کنیم	آقای پارک
- 2010	یافتن آقای سرنوشت	کیم جونگ ووک دکتر ( کمئو )
- 2013	عروسک خیمه شب بازی	جون کی
- 2015	قتل های لباس زیر زنانه
- 2015	پادشاه خواننده نقابدار	ام بی سی
- 2018 سرنوشت یک مبارز

## تئاتر
| سال       | عنوان                       | نقش                    |
| --------- | --------------------------- | ---------------------- |
| ۲۰۰۴      | گریس                        | دودی                   |
| ۲۰۰۶-۲۰۰۷ | پیدا کردن کیم جونگ ووک      | کیم جونگ ووک           |
| ۲۰۰۷      | جنگی بزرگ                   | مین جونگ هو            |
| ۲۰۰۸      | Really Really Like You      | Kang Jin-young         |
| ۲۰۰۸      | Return of High School Joker | 19-year-old Na Doo-soo |
| ۲۰۰۹      | روزهای شیرین ما در جوانی    | یونگ مین               |
| ۲۰۱۰      | Rain Man                    | چارلی بابیت            |
| ۲۰۱۰      | پرنسس پیونگگانگ و اوندال    | اوندال                 |

## جوایز
وون کی جون در پایگاه داده فیلم های کره ای
وون کی جون در IMDb
vتیه
جوایز درام ام بی سی برای بهترین بازیگر جدید